# Rödförskjutning

Spektrum från samma källa, med respektive utan rödförskjutning (väte-linjer).

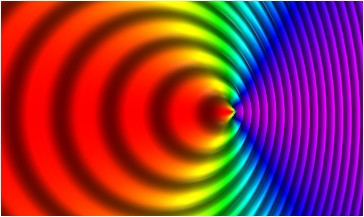
Ljuset från en grön lampa som rör sig med hastighet 0,7 c åt höger har olika våglängder i olika riktningar (färger inte helt korrekta).

Rödförskjutning är ett fysikaliskt fenomen där elektromagnetisk strålning ökar i våglängd och således minskar i frekvens, då strålningskällan färdas bort från observatören, vilket för synligt ljus innebär en förskjutning mot rött. Det motsatta fenomenet, blåförskjutning, uppstår när strålningskällan färdas mot observatören.
En ökning av våglängden hos elektromagnetisk strålning kallas rödförskjutning även om strålningen inte tillhör det synliga spektrumet, vilket till exempel är fallet med kortvågig strålning såsom ultraviolett ljus, röntgenstrålning och gammastrålning och för strålning som har större våglängd än rött ljus, till exempel infrarött ljus och mikrovågor.
Rödförskjutning är ur matematisk synpunkt ekvivalent med dopplereffekten för ljud. Astrofysiker använder den rödförskjutning som uppstår på grund av himlakropparnas relativa rörelser för att mäta rörelsens hastighet, med användning av spektroskopi. Denna rödförskjutning är endast märkbar vid extremt höga hastigheter, och det är framför allt inom astronomi och rymdfart som fenomenet får konsekvenser för människan. Dopplereffekten för elektromagnetisk strålning har också kommit till användning på jorden, till exempel i dopplerradar.
En annan mekanism som åstadkommer rödförskjutning är universums allmänna expansion enligt modern kosmologi, vilket är förklaringen till observationen att rödförskjutningen av ljus från avlägsna galaxer, kvasarer och intergalaktiska gasmoln är proportionell mot avståndet från observatören (jorden). Detta är ett nyckelfenomen inom Big bang-teorin.
En tredje typ av rödförskjutning uppkommer på grund av tidsdilatationen i närheten av föremål med massa.

## Mätning, karaktärisering och tolkning
Rödförskjutning kan mätas genom att titta på spektrum hos ljus som kommer från en rörlig källa (se bild). Om detta spektrum innehåller absorptionslinjer eller emissionslinjer, så kan en förskjutning i princip beräknas. Till detta behövs ett känt spektrum uppmätt i laboratorium som jämförelse, exempelvis av något vanligt förekommande grundämne. Inom astronomi används vanligen grundämnet väte (se bild överst), eftersom detta ämne finns i så överlägset stor mängd i universum jämfört med alla andra ämnen. Karaktäristiska mönster kan då identifieras och en förskjutning i våglängd eller frekvens bestämmas för objektet. Avlägsna objekt ger stora förskjutningar och kräver därför kännedom om större våglängdsområden. Odefinierbara strukturer och vitt brus kan försvåra eller omöjliggöra bestämningen som exempelvis enligt ett pressmeddelande från maj 2004 om NASA:s Swift Gamma-Ray Burst Mission, rymdteleskop i gammastrålningsområdet. Observation av efterglöden i det optiska området har likväl givit spektra som möjliggjort en uppmätning av rödförskjutningen.
Röd- och blåförskjutning definieras av den relativa skillnaden i observerad och avgiven våglängd eller frekvens hos ett objekt. Inom astronomin brukar man referera denna förändring till en dimensionslös kvantitet kallad z. Om λ står för våglängden och f representerar frekvensen ( λf = c där c är ljushastigheten), så är z definierad av ekvationerna:
| Baserad på våglängd | Baserad på frekvens                                                                                       |
| --- | --- |
| {\displaystyle z={\frac {\lambda _{\mathrm {observerad} }-\lambda _{\mathrm {emitterad} }}{\lambda _{\mathrm {emitterad} }}}} | {\displaystyle z={\frac {f_{\mathrm {emitterad} }-f_{\mathrm {observerad} }}{f_{\mathrm {observerad} }}}} |
| {\displaystyle 1+z={\frac {\lambda _{\mathrm {observerad} }}{\lambda _{\mathrm {emitterad} }}}}                               | {\displaystyle 1+z={\frac {f_{\mathrm {emitterad} }}{f_{\mathrm {observerad} }}}}                         |

Distinktionen mellan röd- och blåförskjutning bestäms enkelt av om det beräknade z är positivt eller negativt. Tecknet avgör åt vilket håll objektet rör sig.
Ingen förskjutning z = 0 motsvarar nutid.
Rödförskjutning z = +1089 motsvarar gränsen för det observerbara universum, visar universums stadium med den kosmiska bakgrundsstrålningen i mikrovågsspektra 13,8 miljarder år gammalt och ca 379 000 år efter Big Bang.
En blåförskjutning z = −0.001001 motsvarar Andromeda-galaxens rörelse mot oss i Vintergatan med 110 km/s.
Den mest avlägsna individuella stjärna som har observerats, WHL0137-LS eller "Earendel", har en rödförskjutning på z = 6,2. Ljuset har rest i universum under 12,9 miljarder år.

## Mekanismer
I grunden beror rödförskjutningen på att fotonernas energi kan variera mellan olika referensramar. En ensam foton som rör sig genom ett vakuum kan rödförskjutas på flera olika sätt. Att var och en av dessa mekanismer ger en dopplerliknande rödförskjutning betyder att z är oberoende av våglängden. Mekanismerna beskrivs av Galilei-, Lorentz- eller relativistiska transformationer mellan de olika referensramarna.
| Rödförskjutningstyp            | Transformation                      | Metrik              | Definition där z = rödförskjutning; v = hastighet; c = ljushastigheten; γ = Lorentzfaktorn; a = skalfaktor; G = gravitationskonstant; M = objektets massa; r = radiell Schwarzschildkoordinat |
| ------------------------------ | ----------------------------------- | ------------------- | --- |
| Dopplerförskjutning            | Galileitransformation               | Euklidisk metrik    | {\displaystyle z\approx {\frac {v}{c}}} (Då {\displaystyle \gamma \approx 1}) |
| Relativistisk doppler          | Lorentztransformation               | Minkowskimetrik     | {\displaystyle z=\left(1+{\frac {v}{c}}\right)\gamma -1} |
| Kosmologisk rödförskjutning    | Allmän relativistisk transformation | FLRW metrik         | {\displaystyle z={\frac {a_{\mathrm {nu} }}{a_{\mathrm {senare} }}}-1} |
| Gravitationell rödförskjutning | Allmän relativistisk transformation | Schwarzschildmetrik | {\displaystyle z={\frac {1}{\sqrt {1-\left({\frac {2GM}{rc^{2}}}\right)}}}-1} |

Blåskiftad dopplereffekt (z < 0), när objektet rör sig närmare observatören betyder att ljuset skiftar mot högre energi. Vid rödförskjutning (z > 0), när objektet avlägsnar sig från observatören, så har ljuset skiftat mot lägre energi. Gravitationell rödförskjutning uppkommer när ljus rör sig bort från en stor massa, från ett starkare till ett svagare gravitationsfält, medan gravitationell blåförskjutning omvänt sker när ljus rör sig mot en stor massa. Den kosmologiska rödförskjutningen är ingen dopplereffekt, utan hänger samman med universums konstaterade expansion.[källa behövs] Den gängse bilden är att det inte är galaxerna som avlägsnar sig från varandra, utan rummet emellan dem som tänjer ut sig.